# Lengede
Lengede [lɛŋə.də] ist eine Gemeinde im Südosten des Landkreises Peine in Niedersachsen. Die Gemeinde besteht aus dem Kernort Lengede sowie den 1972 eingemeindeten Ortschaften Barbecke, Broistedt, Klein Lafferde und Woltwiesche. Insgesamt wohnen in der Gemeinde 14.575 Einwohner (Stand: 31. Dezember 2024).
Der Ort wurde 1963 durch das Grubenunglück von Lengede weltweit bekannt.

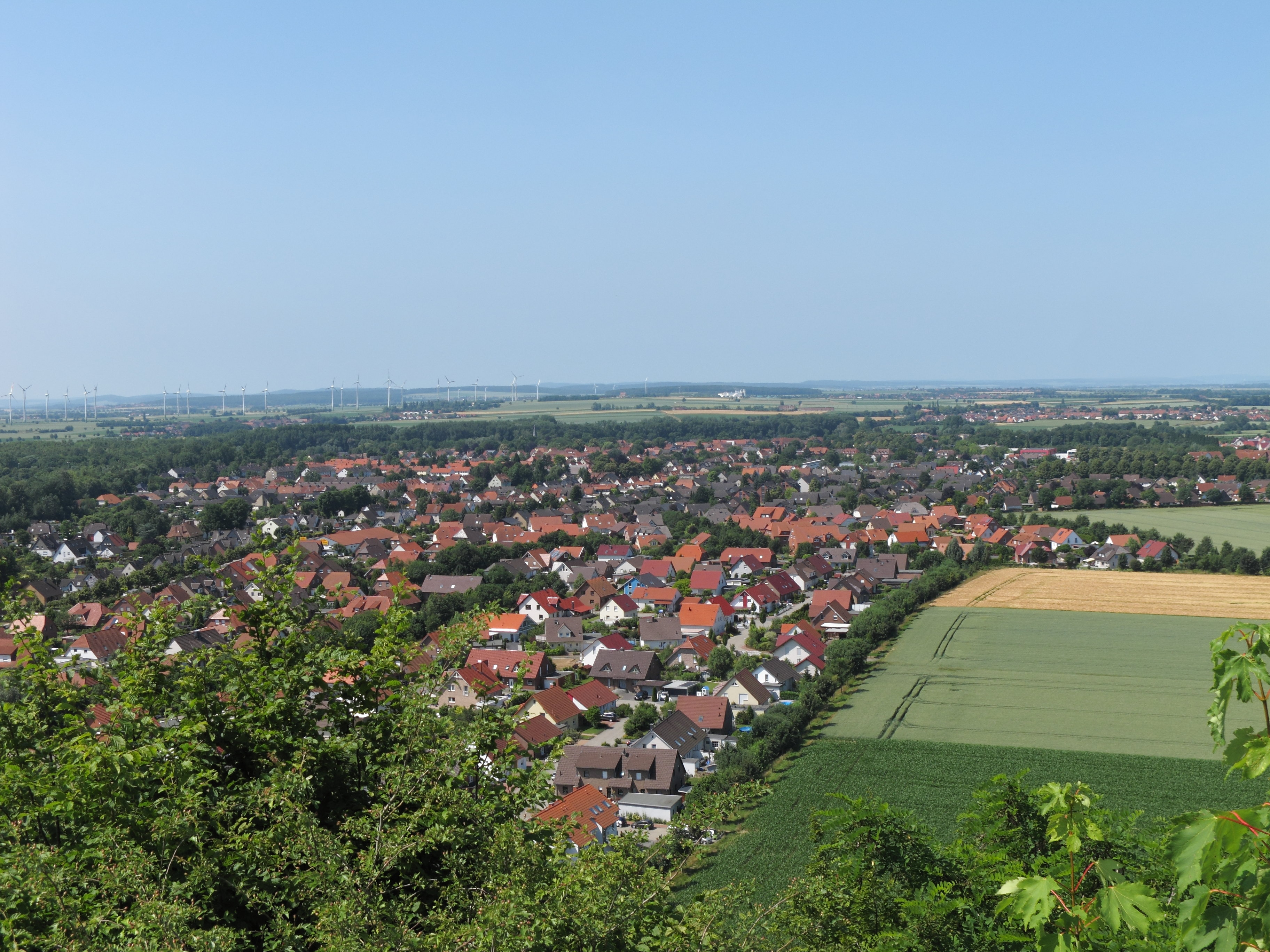
Ortsteil Lengede

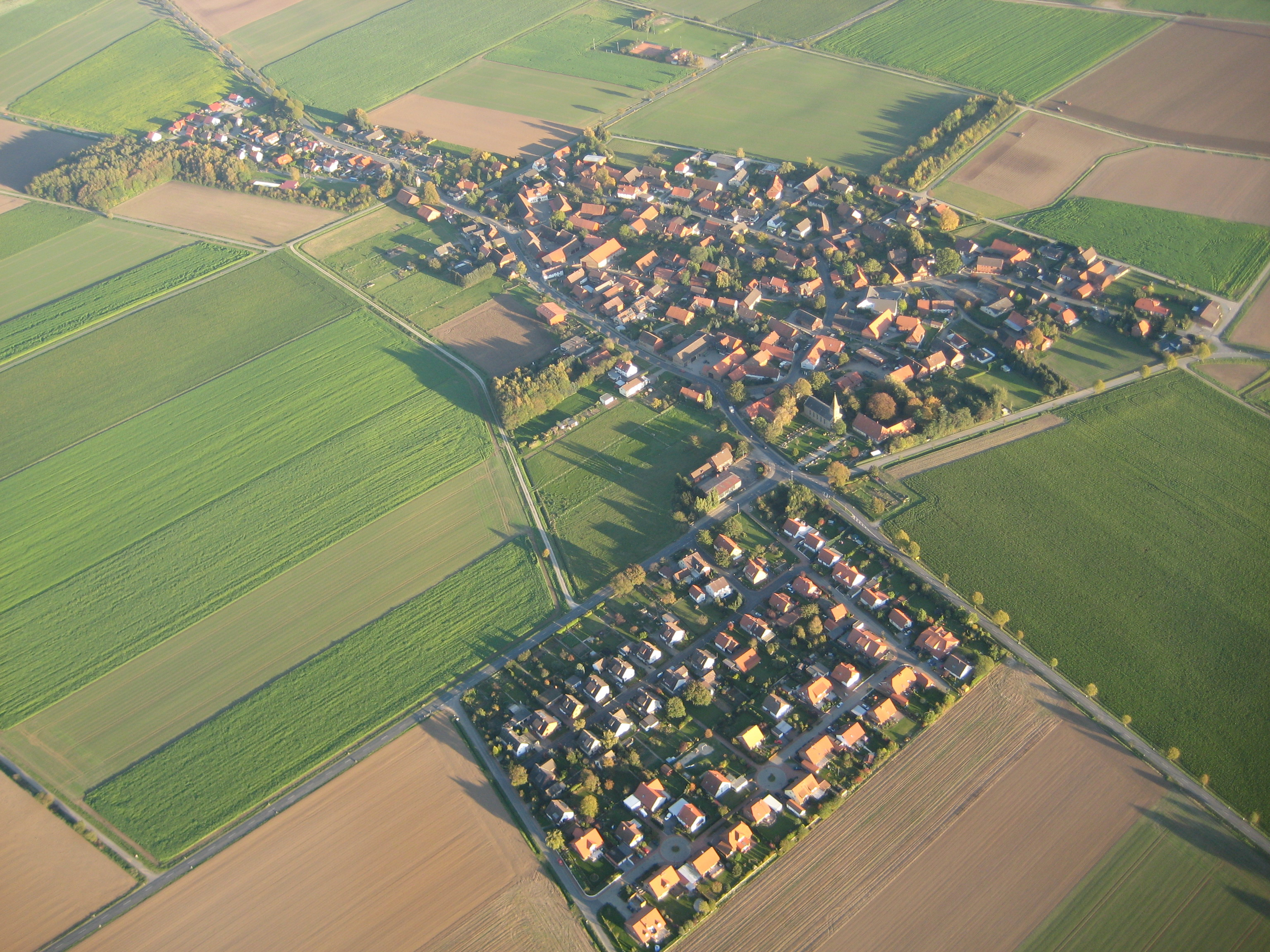
Ortsteil Barbecke

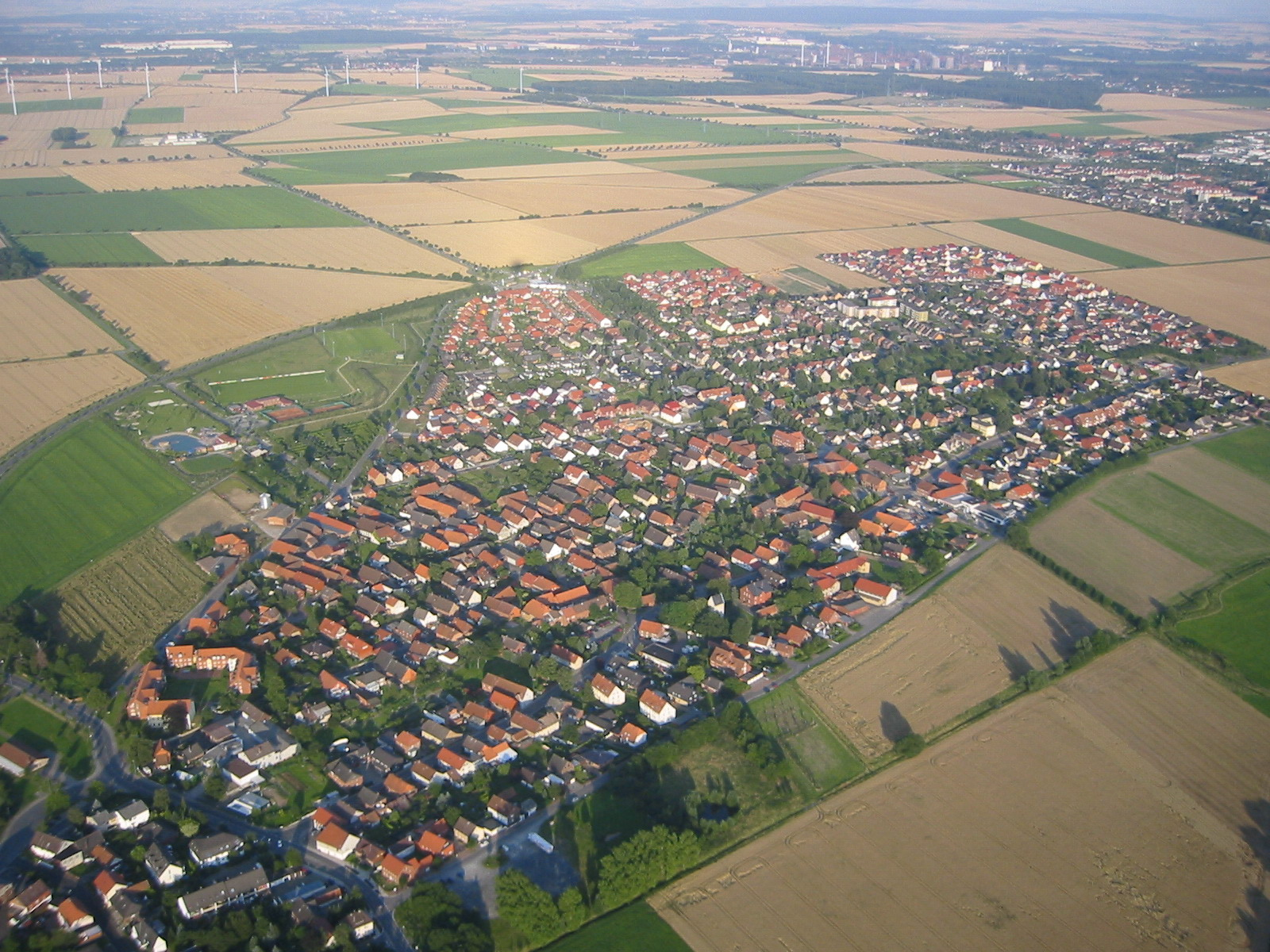
Ortsteil Broistedt

## Geografie

### Geografische Lage
Der Ort befindet sich 18 Kilometer südwestlich von Braunschweig und knapp 44 Kilometer südöstlich von Hannover. Bis zur Kreisstadt Peine im Norden sind es etwa 18 Kilometer. Der Fluss Fuhse durchfließt Lengede. Der höchste natürliche Punkt der Gemeinde und somit vom Landkreis Peine ist der von Barbecke westlich gelegene Ballenberg mit einer Höhe von 131 m über NHN.

### Nachbargemeinden
Nachbargemeinden von Lengede sind:
| Ilsede |                                             | Vechelde |
| Söhlde | Kompassrose, die auf Nachbargemeinden zeigt |          |
|        | Salzgitter                                  |          |

### Gemeindegliederung
Die Gemeinde Lengede besteht aus den Ortsteilen:
- Barbecke
- Broistedt
- Klein Lafferde
- Lengede
- Woltwiesche

## Geschichte
In der zu Lengede gehörenden Ortschaft Broistedt besaß die Braunschweiger Patrizierfamilie Broistedt nachweislich ab 1330 einen Lehnshof. Er wurde 1838 mit der Aufhebung der Feudallasten aufgelöst. Als ältester Vertreter des Geschlechts ist Arnolt Broistedt bekannt, der um 1280 geboren wurde.

### Wunder von Lengede

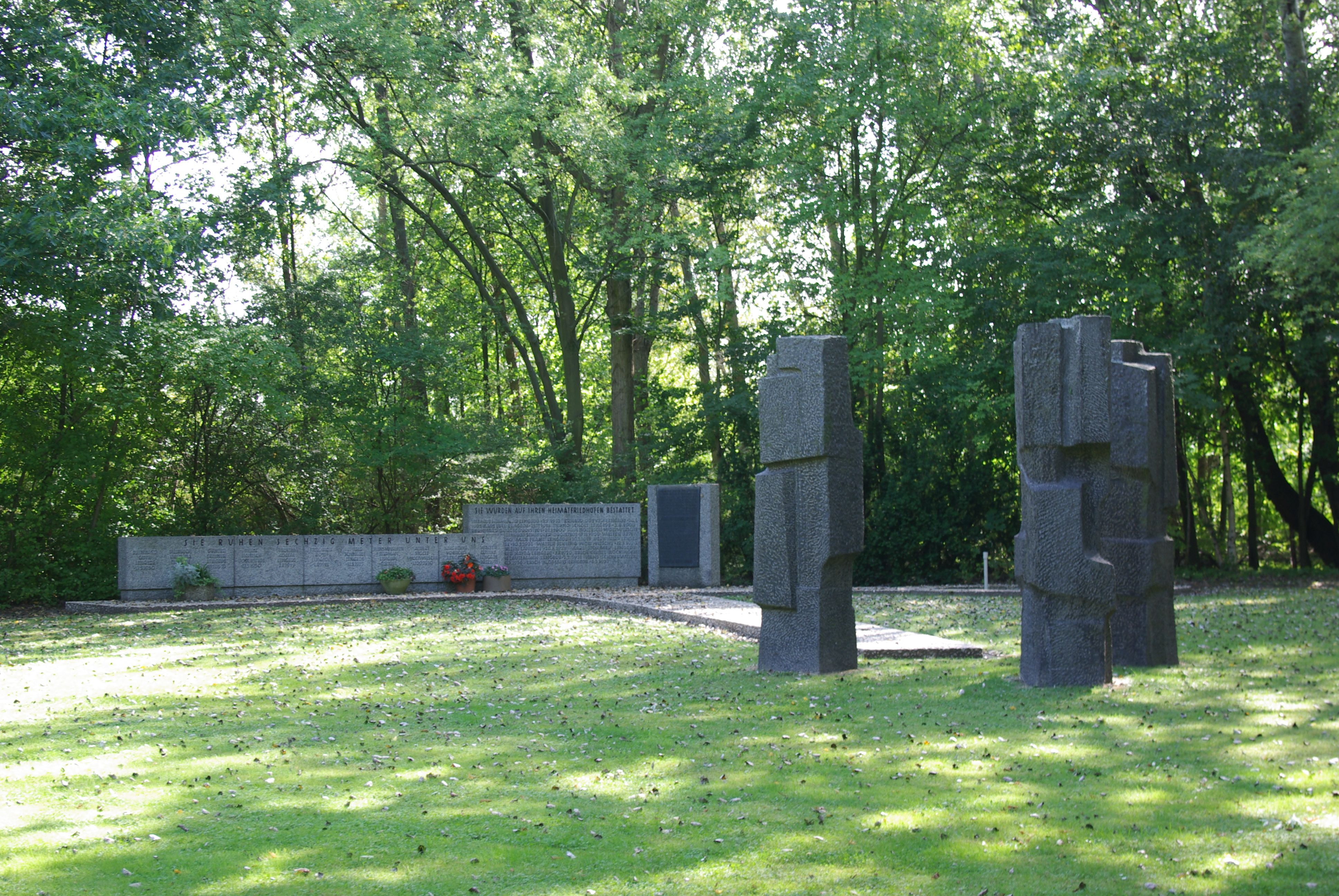
Das Denkmal in Lengede

Weltweite Bekanntheit erlangte der Ort im Herbst 1963 durch das Grubenunglück von Lengede. Am 24. Oktober wurden 129 Bergleute im Schacht Mathilde beim Bruch eines oberirdischen Bergbau-Klärteiches von 500.000 Kubikmetern Wasser überrascht. 86 Bergleute retteten sich noch am selben Tag. Für die übrigen 43 erschien eine Rettung nicht möglich. Nach acht Tagen wurden drei weitere Bergleute gerettet. Das Wunder von Lengede bezeichnet das Auffinden noch lebender Kumpel in 60 Metern Tiefe am 3. November. Noch vier weitere Tage hielten die elf Männer unter Tage aus, bevor sie mit einer Dahlbuschbombe gerettet werden konnten. Für 29 Kumpel gab es keine Rettung mehr.
Das Ereignis wurde zweimal mit dem Titel „Das Wunder von Lengede“ verfilmt, 1969 (Film von 1969) unter Regie von Rudolf Jugert und 2003 (Film von 2003) unter Regie von Kaspar Heidelbach. Außerdem produzierte 2003 der WDR unter Regie von Frank Bürgin die Dokumentation „Das Drama von Lengede, Protokoll einer Katastrophe“.

### Eingemeindungen
Am 1. Juli 1972 wurden im Zuge der Gebietsreform in Niedersachsen die bis zu diesem Zeitpunkt selbstständigen Gemeinden Barbecke, Broistedt, Klein Lafferde, Lengede und Woltwiesche zur neugeschaffenen Einheitsgemeinde Lengede zusammengefasst. Die eingemeindeten Gemeinden Barbecke, Broistedt und Woltwiesche gehörten zuvor nicht zum Landkreis Peine, sondern zum Landkreis Wolfenbüttel.

### Einwohnerentwicklung

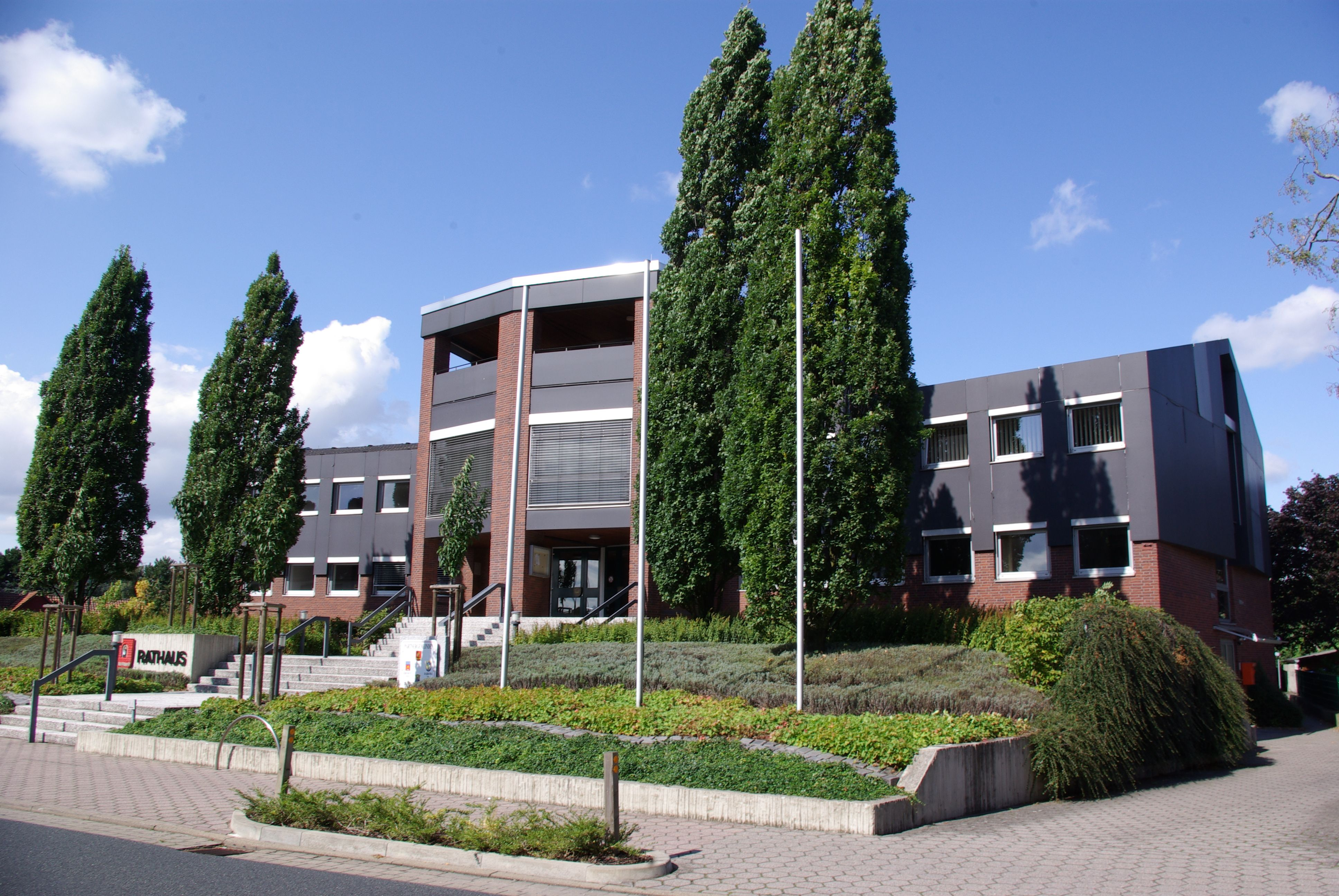
Das Rathaus

Mit Ausnahme der Jahre 1973 bis 1978 ist die Einwohnerzahl seit 1968 kontinuierlich angestiegen. Diese Entwicklung verlief gleichmäßiger und mit etwa 42 % stärker als im gesamten Landkreis Peine mit etwa 12 %.
| Jahr              | Einwohner | Quelle |
| ----------------- | --------- | ------ |
| 6. Juni 1961      | 9343      | [ 2 ]  |
| 31. Dezember 1970 | 9286      |        |
| 31. Dezember 1975 | 9706      |        |
| 31. Dezember 1980 | 9867      |        |
| 31. Dezember 1985 | 10.004    |        |
| 31. Dezember 1990 | 10.374    |        |
| 31. Dezember 1995 | 11.005    |        |
| 31. Dezember 2000 | 12.045    | [ 3 ]  |

| Jahr              | Einwohner | Quelle |
| ----------------- | --------- | ------ |
| 31. Dezember 2004 | 12.961    | [ 3 ]  |
| 31. Dezember 2006 | 13.084    | [ 3 ]  |
| 31. Dezember 2011 | 12.907    | [ 3 ]  |
| 31. Dezember 2015 | 13.134    | [ 3 ]  |
| 31. Dezember 2016 | 13.316    | [ 3 ]  |
| 31. Dezember 2017 | 13.333    | [ 3 ]  |
| 31. Dezember 2018 | 13.542    | [ 3 ]  |
| 31. Dezember 2019 | 13.648    | [ 3 ]  |

## Religion

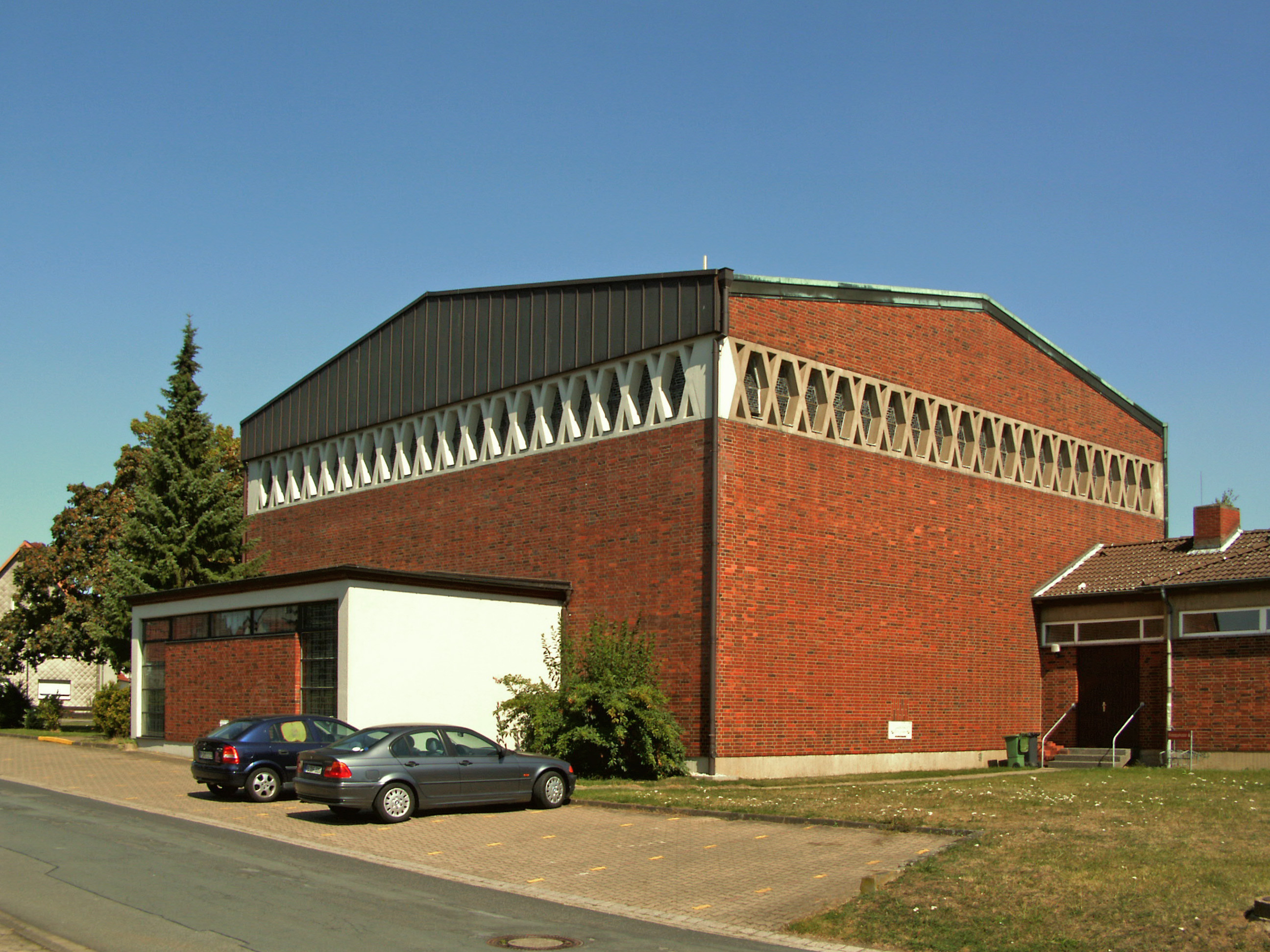
St.-Marien-Kirche

Die evangelisch-lutherischen Kirchen in Lengede und Klein Lafferde gehören zur Region Süd-Ost des Kirchenkreises Peine der Evangelisch-lutherischen Landeskirche Hannovers, während die Kirchen in Barbecke, Broistedt und Woltwiesche zur Propstei Salzgitter-Lebenstedt der Evangelisch-lutherischen Landeskirche in Braunschweig gehören.
In Lengede befindet sich die römisch-katholische St.-Marien-Kirche. Die nach Maria (Mutter Jesu) benannte Kirche wurde 1961/62 auf dem Eckgrundstück Im Fuhsetal / Broistedter Straße erbaut. Seit 2008 gehört die Kirche zur Pfarrgemeinde St. Bernward in Groß Ilsede. In Woltwiesche befand sich von 1941 bis 1994 die zuletzt zur Kirchengemeinde St. Marien gehörende Kapelle Christ König, sie war in der ehemaligen Molkerei Woltwiesche-Barbecke eingerichtet worden.
Die Kirche der neuapostolischen Gemeinde Lengede-Broistedt befindet sich in Broistedt, Danzigstraße 1. Sie gehört zum Kirchenbezirk Braunschweig.

## Politik

### Gemeinderat
Der Gemeinderat der Gemeinde Lengede besteht aus 30 Ratsfrauen und Ratsherren. Dies ist die festgelegte Anzahl für eine Gemeinde mit einer Einwohnerzahl zwischen 12.001 und 15.000 Einwohnern. Die 30 Ratsmitglieder werden durch eine Kommunalwahl für jeweils fünf Jahre gewählt.
Stimmberechtigt im Rat der Gemeinde ist außerdem die hauptamtliche Bürgermeisterin Maren Wegener (SPD).
Die letzten Kommunalwahlen führten zu folgenden Sitzverteilungen:
| Wahljahr | SPD | CDU | GRÜNE | FDP | AfD | WG | Gesamt   |
| 2021     | 14  | 6   | 5     | 1   | 2   | 2  | 30 Sitze |
| 2016     | 17  | 7   | 2     | 1   | 3   | —  | 30 Sitze |
| 2011     | 19  | 8   | 2     | 1   | —   | —  | 30 Sitze |
| 2006     | 21  | 8   | —     | 1   | —   | —  | 30 Sitze |

### Bürgermeister
Maren Wegener (SPD) ist seit dem 19. September 2016 Bürgermeisterin von Lengede. Bei der Bürgermeisterwahl 2016 setzte sich Maren Wegener (SPD) mit 59,2 Prozent der Stimmen gegen den parteilosen Andreas Sadlo mit 40,9 Prozent durch. Wegener löste den bisherigen Bürgermeister Hans-Hermann Baas (SPD) ab, der seit 1986 Bürgermeister war und nicht mehr kandidiert hatte.
Bei der Bürgermeisterwahl 2021 wurde sie 63,58 Prozent der Stimmen im Amt bestätigt. Gegen sie kandidierten Karsten Knoke (FW-PB; 20,36 %) und Lutz Güntzel (Grüne; 16,07 %).

### Wappen
| Wappen von Lengede | Blasonierung: „Durchgehendes rotes Bruchsteinmauerwerk; unten belegt mit einem goldenen Wellenbalken, eine goldene Rundbogenfensteröffnung, darin eine hängende schwarze Grubenlampe mit silberumstrahltem Licht.“ |
| Wappen von Lengede | Wappenbegründung: Das Mauerwerk stammt von der romanischen Kirche des 12. Jahrhunderts, die Sitz eines hildesheimischen Archidiakonats war. Das Wellenband stellt den Fluss Fuhse dar. An die jahrhundertelange fürstbischöfliche hildesheimische Landesherrschaft erinnern die Hauptfarben Gold - Rot. Natürlich durfte in einem so wie Lengede vom Erzbergbau geprägten Ort, der durch ihn vom Bauerndorf zur Industriegemeinde wuchs, ein Bergbausymbol nicht fehlen, und so leuchtet hier die Grubenlampe, die noch die Form einer ursprünglichen Karbidlampe besitzt. Das Wappen wurde vom Heraldiker Dr. Rudolf Dehnke gestaltet, am 30. April 1958 vom Gemeinderat angenommen und am 18. Juni 1958 durch das Niedersächsische Ministerium des Innern genehmigt. Mit dem Zusammenschluss zur neuen Einheitsgemeinde Lengede machte man von der Möglichkeit Gebrauch und beschloss das Wappen der miteingeflossenen Gemeinde Lengede als zukünftiges Wappen zu übernehmen. Der hildesheimische Regierungspräsident billigte die Wappenannahme am 28. August 1972. |

### Flagge
Die Flagge ist rot-gelb-rot im Verhältnis (1:2:1) gestreift und auf dem mittleren gelben Streifen mit dem Wappen der Gemeinde belegt.

### Ortsrat
Der Ortsrat, der den Ortsteil Lengede der gleichnamigen Gemeinde vertritt, setzt sich aus neun Mitgliedern zusammen. Die Ratsmitglieder werden durch eine Kommunalwahl für jeweils fünf Jahre gewählt.
Bei der Kommunalwahl 2021 ergab sich folgende Sitzverteilung:
| Ortsrat 2021Insgesamt 9 Sitze - SPD: 4 - Grüne: 2 - FW-PB: 2 - CDU: 1 |

### Partnergemeinden
- Alvesta in Schweden, seit 2006
- Dąbrowa in Polen, seit 2006
- Ribemont in Frankreich, seit 1990
- Werfen in Österreich, seit 1979[12]

## Kultur und Sehenswürdigkeiten

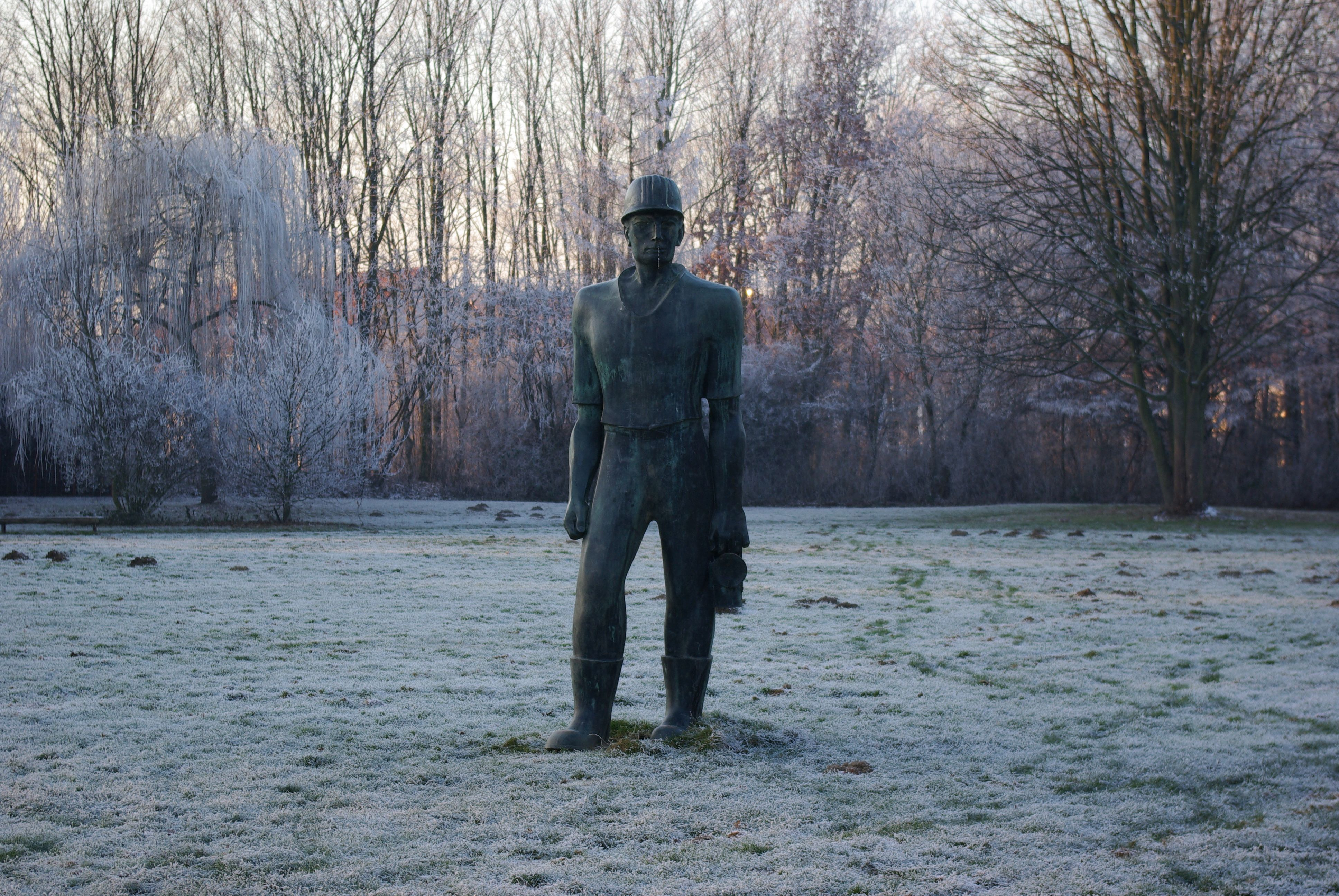
Denkmal eines Bergmanns im Park Seilbahnberg

### Parks
Die zum Naturschutzgebiet umgestalteten ehemaligen Tagebaubereiche sowie der Naherholungspark Seilbahnberg bieten gute Möglichkeiten für die Beobachtung seltener Wasservögel.

### Sport
Zahlreiche Freizeitaktivitäten werden in Lengede angeboten: Sport- und Tennisplätze, Sporthallen, Mehrzweckgebäude und ein Freibad.
Auch eine neue Mountainbikestrecke wird 2009 von Jugendlichen der Gemeinde angelegt.

### Vereine
- „Schweinekasse “ = Schweineversicherungsverein a. G. Lengede (auf Gegenseitigkeit)
- Angelverein
- Bergmannsverein
- Deutscher Amateur-Radio-Club e. V., Ortsverein Lengede
- Kaninchenzuchtverein
- Kinderlobby in Lengede e. V.
- Männergesangsverein
- Musikgruppe Rot-Weiß
- Kleingärtnerverein
- Sportverein Lengede e. V.
- Taubenzuchtverein „Heimatliebe“
- Turnerbund e. V.
- Volksfestgemeinschaft Lengede e. V.
- Generationenhilfe Lengede e.V

## Verkehr
Zu erreichen ist Lengede über die Bundesautobahn 39 Braunschweig–Salzgitter, Abfahrt Salzgitter-Lebenstedt Nord. An der Bahnstrecke Hildesheim–Groß Gleidingen liegen die Haltepunkte Lengede-Broistedt und Woltwiesche, die im Stundentakt von der Linie RE 50 zwischen Hildesheim, Braunschweig und Wolfsburg bedient werden.
Durch die Gemeinde verlaufen außerdem die Strecken Peine–Broistedt und Broistedt–Calbecht der Verkehrsbetriebe Peine-Salzgitter (VPS), die nur für den Güterverkehr genutzt werden.

## Söhne und Töchter der Gemeinde
- Christoph Carl Mertens (1756–1830), lutherischer Pastor, Superintendent in Osnabrück
- Eduard Georg Schröter (1811–1888), Theologe
- Hermann Pipo (1854–1920), Architekt
- Wilhelm Schmidt (* 1944 in Barbecke), SPD-Politiker
- Bernd Schünemann (* 1944 in Broistedt), Rechtswissenschaftler